# Lipie (powiat Gostyński)
Lipie is een dorp in het Poolse woiwodschap Groot-Polen, in het district Gostyński. De plaats maakt deel uit van de gemeente Piaski en telt ca. 250 inwoners.